# Nordisches Turnblatt
Das Nordische Turnblatt war eine deutsche Turn- und Sportzeitschrift.
Es erschien erstmals 1920. Vorher hieß der Titel Deutsche Turnerschaft. Turnkreis Norden: Kreisblatt für den 4. Deutschen Turnkreis Norden.
Das Nordische Turnblatt erschien wöchentlich in Geesthacht und enthielt Nachrichten aus dem gesamten Gebiet des Turnkreises IV Norden, also Hamburg, Lübeck, Schleswig-Holstein, Mecklenburg-Schwerin und Mecklenburg-Strelitz.